# 顾庆金
顾庆金（1945年2月—），男，汉族，贵州桐梓人，中华人民共和国政治人物，曾任贵州省人民政府副省长，贵州省人大常委会副主任，第九、十届全国人大代表。